# Religión y personas LGBT

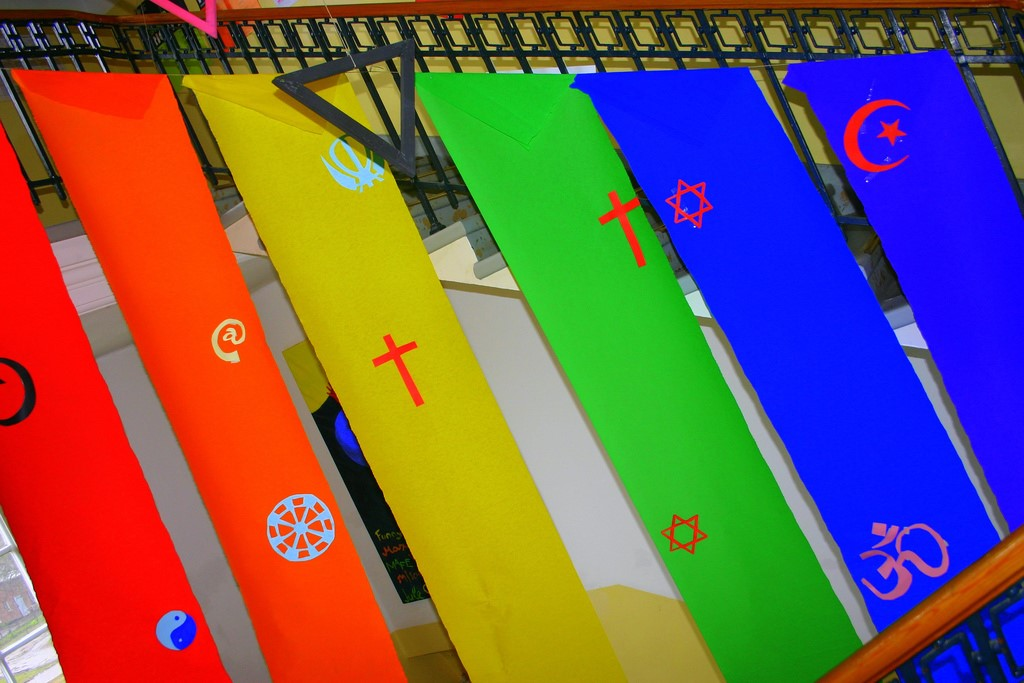
Símbolos de las religiones más grandes del mundo exhibidos en bandera arco iris en Queer Easter, Alemania

La relación entre religión y personas lesbianas, gays, bisexuales y transgénero (LGBT) puede variar mucho según el tiempo y lugar entre diferentes religiones y sectas, con respecto diferentes formas de homosexualidad, bisexualidad, e identidades no binarias y transgénero. En términos generales, la relación entre religión y sexualidad varía ampliamente entre ellos, desde dar al sexo y la sexualidad una connotación negativa, hasta creer que el sexo es la máxima expresión de lo divino.
De acuerdo con sociólogos e investigadores en ciencias sociales, la religión juega un papel importante en la forma en que las sociedades heteronormativas ven a las personas LGBTQ+ y a las parejas del mismo sexo, y a sus habilidades como seres funcionales en contextos sociales. Algunas autoridades religiosas, escritos y doctrinas de las religiones más grandes del mundo pueden ver negativamente esta inclusión, especialmente en las que pertenecen a las religiones abrahámicas. El rango puede ser muy amplio, desde la discriminación y el desaliento de salir del armario dirigida a las personas LGBTQ+, hasta prohibir expresamente las actividades sexuales entre personas del mismo sexo, la reasignación de género entre los adeptos, oponerse activamente a la aceptación social de las identidades LGBTQ+, o la criminalización y la violencia contra las personas LGBTQ+, como la pena de muerte para las personas que participan en prácticas homosexuales (tolerando la reasignación de género en algunos casos).
Las voces liberales y progresistas dentro de estas religiones han tendido a ver a las personas LGBTQ+ de una manera más positiva, e incluso algunas denominaciones religiosas liberales han llegado a bendecir matrimonios entre personas del mismo sexo, así como aceptar casarse con personas transgénero. Históricamente, algunas culturas y religiones acomodaron, institucionalizaron, reverenciaron y toleraron las relaciones entre personas del mismo sexo y las identidades no heterosexuales; tales mitologías y tradiciones pueden ser encontradas en numerosas religiones de todo el mundo; Los elementos de la incorporación religiosa y cultural de las identidades no heterosexuales todavía incluso se pueden identificar en las tradiciones que han sobrevivido hasta la era moderna, como en la Berdache, Hijra, y Xanith.

## Puntos de vista de religiones específicas

### Religiones abrahámicas
Las religiones abrahámicas (es decir, el judaísmo, samaritanismo, cristianismo, bahaísmo y islam) han afirmado y respaldado tradicionalmente un enfoque patriarcal y heteronormativo hacia la sexualidad humana, favoreciendo exclusivamente las relaciones sexuales vaginales con penetración entre hombres y mujeres dentro de los límites del matrimonio sobre cualquier otra formas de actividad sexual humana, incluido el autoerotismo, la masturbación, el sexo oral, las relaciones sexuales sin penetración y no heterosexuales (todas las cuales han sido etiquetadas como "sodomía" en varios momentos), creyendo y enseñando que tales comportamientos están prohibidos porque se consideran pecaminosos, además, comparando o derivando esta serie de comportamiento de los presuntos residentes de Sodoma y Gomorra. Sin embargo, aún está en debate la situación de las personas LGBT en el cristianismo primitivo y el Islam primitivo.

#### Cristiandad

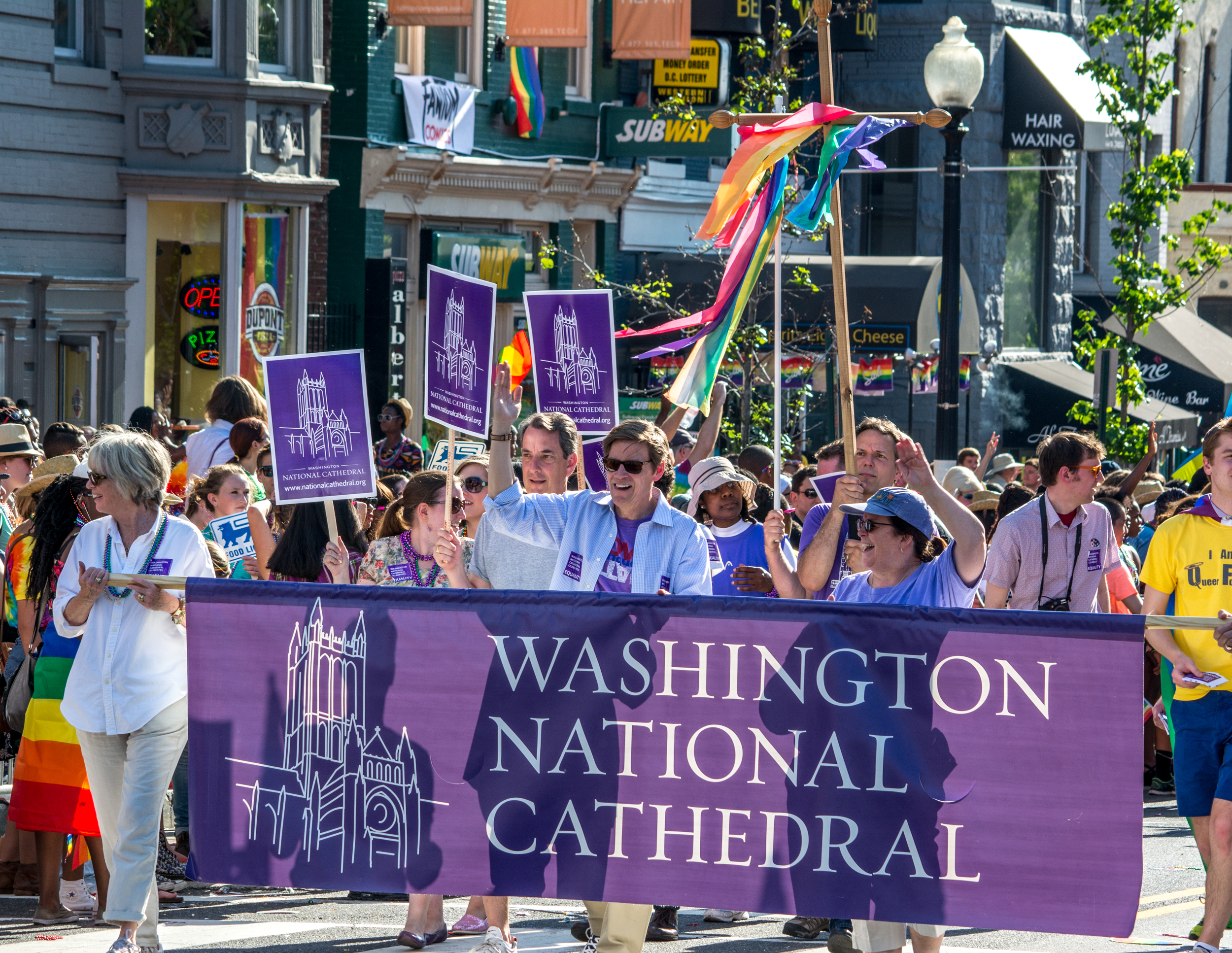
Catedral Nacional de Washington (Iglesia Episcopal en los Estados Unidos) en la Gay Pride de Washington D. C. (2014)

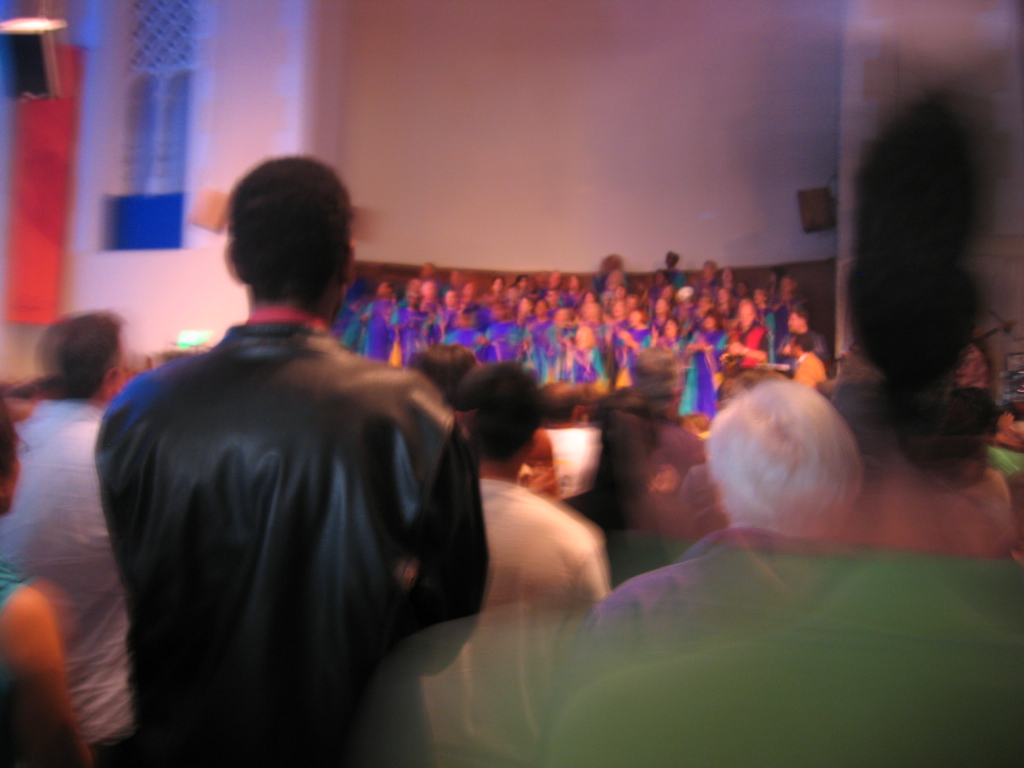
Escena durante un servicio religioso en la Glide Memorial Church, San Francisco, una iglesia-lugar que apoya a las personas LGBTI

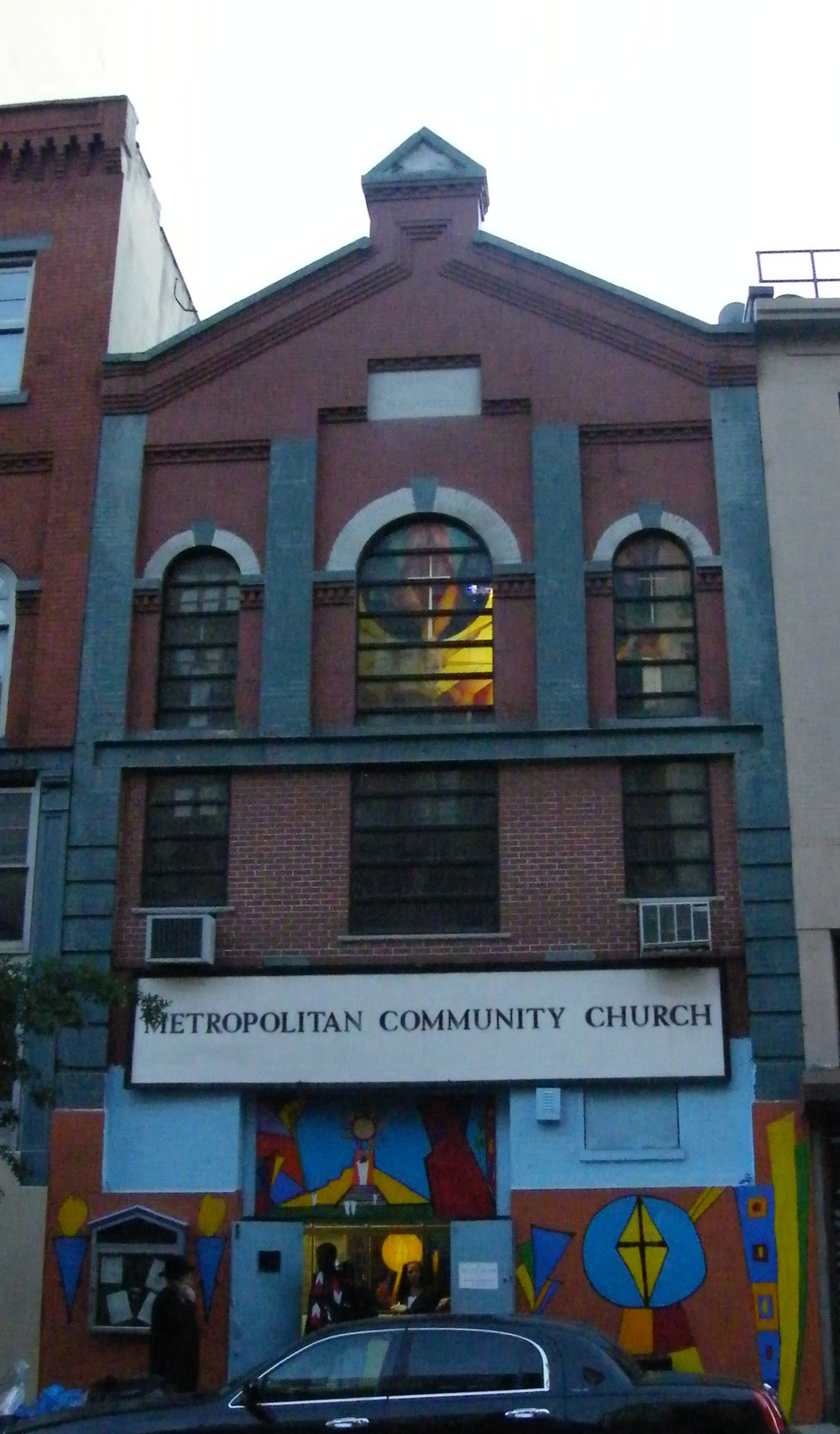
Metropolitan Community Church, una iglesia cristiana LGBT en la ciudad de Nueva York

A lo largo de la mayor parte de la historia cristiana, la mayoría de los teólogos y confesiones cristianas han considerado el comportamiento homosexual como inmoral o pecaminoso. Actualmente, las confesiones cristianas tienen una variedad de creencias sobre las personas LGBT y el estado moral de las prácticas sexuales entre personas del mismo sexo y el cambio de género. A las personas LGBT se les puede prohibir ser miembros, ser aceptadas como laicas u ordenadas como clérigos, según la denominación.
La Iglesia Católica Romana da la bienvenida a las personas atraídas por el mismo sexo, mientras mantiene en su enseñanza que las relaciones y los actos homosexuales son pecaminosos. La Curia Romana considera a las personas transgénero por su sexo biológico y no admite distinción entre "sexo" y "género". La Iglesia Ortodoxa tiene posturas similares sobre la atracción entre personas del mismo sexo y las relaciones conyugales. Las denominaciones protestantes tienen una amplia gama de puntos de vista. Algunas denominaciones adoptan puntos de vista similares al catolicismo y la ortodoxia, y enseñan que todas las relaciones sexuales fuera del matrimonio tradicional entre un hombre y una mujer son pecaminosas, como la Iglesia Reformada de América, Convención Bautista del Sur, La Iglesia de Jesucristo de los Santos de los Últimos Días y los Testigos de Jehová.
En los testigos de Jehová, el comportamiento y las personas LGBT han sido y siguen viéndose como algo de lo que avergonzarse. Dentro de un estudio de 245 testigos de Jehová, el 76 % estuvo de acuerdo en que se deben desalentar las prácticas LGBT, mientras que solo el 16 % pensó que deberían fomentar estas ideas. El 8% restante parecía no tener opinión o era neutral sobre la situación. Se llevó a cabo otro estudio sobre los testigos de Jehová con un rango de edades de entre 18–29, 30–49, 50–64, y más de 65. La mayoría de los que estaban en contra de las prácticas LGTB provenían del rango de edad de 30 a 49 años, con un porcentaje del 34%. Las prácticas homosexuales o LGBT entrarían en la categoría de pecado que podría incurrir a expulsión. Los testigos de Jehová mediante su disciplina congregacional pueden ser 'expulsados' por ser LGTB, lo que lleva al ostracismo de estas personas e incluso puede conllevar consecuencias psicológicas severas. Esta 'expulsión' puede ocurrir si se comete un pecado que se considera 'grave' y del cual no se arrepiente. Dentro de una encuesta de 187 testigos de Jehová, el 90% se opuso firmemente al matrimonio entre personas del mismo sexo, y lo clasificó como algo en contra de su religión.
Por otro lado, otro tipo de iglesias cristianas han decidido no consideran inmorales las relaciones entre personas del mismo sexo, y ordenan a clérigos LGBT y celebran bendiciones de matrimonios del mismo sexo. Algunas de estas son la Iglesia de Inglaterra, Iglesia Unida de Canadá, la Iglesia Unida de Cristo, la Iglesia Presbiteriana (EE. UU.), la Iglesia Evangélica Luterana en Canadá, la Iglesia Evangélica luterana en América, la Iglesia de Suecia, la Iglesia del Pueblo Danés, la Iglesia de Noruega, la Iglesia nacional de Islandia, la Iglesia protestante de los Países Bajos, la Iglesia protestante unida de Bélgica, la Iglesia protestante unida de Francia, la Iglesia luterana reformada, Las Iglesias Unidas en la Iglesia Evangélica en Alemania, la Iglesia católica antigua, la Iglesia Anglicana en Canadá, la Iglesia Episcopal en los Estados Unidos y la Iglesia Episcopal Escocesa. Los cuáqueros liberales, los miembros de la Reunión Anual de Gran Bretaña y la Conferencia General de Amigos en los Estados Unidos también aprueban el matrimonio y la unión entre personas del mismo sexo y realizan ceremonias de matrimonio entre personas del mismo sexo en el Reino Unido.

##### Universalismo Unitario
El Unitarismo universalista y la Asociación Unitaria Universalista (UUA) tienen una larga tradición en dar la bienvenida a personas LGBT. El primer ministro ordenado de EE. UU. en salir fue el reverendo James Stoll en 1969. Ha habido resoluciones de la UUA que apoyan a las personas, independientemente de su orientación sexual desde los años setenta, y un programa popular para convertirse en la "Congregación de Bienvenida" desde 1989. La UUA ha apoyado oficialmente al clero de la UUA que realiza Servicios de Unión entre parejas del mismo sexo desde 1984, y ha apoyado el matrimonio entre personas del mismo sexo desde 1996.
El Consejo Unitario Canadiense (CUC) opera de manera similar un "Grupo de Monitoreo de Género y Diversidad Sexual" y al igual que la UUA (de la cual se hizo autónoma en 2002), tiene Congregaciones de Acogida. Las congregaciones unitarias universalistas canadienses realizan matrimonios entre personas del mismo sexo y el CUC apoya este trabajo a través de su programa de capellanía laica.

#### Judaísmo

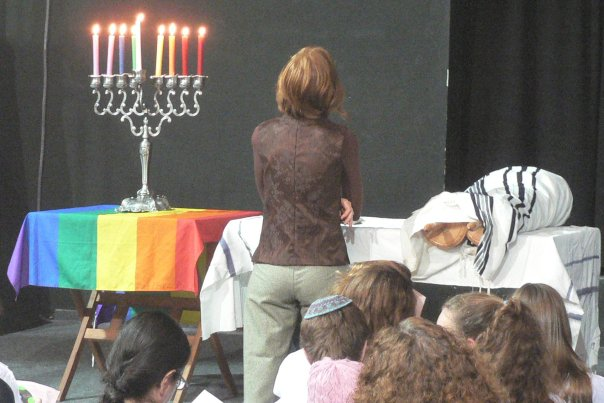
Un minyán del Orgullo igualitario halájico en Tel Aviv, en el segundo Shabat de Janucá

La rama estadounidense del judaísmo conservador aprueba formalmente las ceremonias de matrimonio entre personas del mismo sexo. A partir del 1992, con el Informe de la Comisión Reconstruccionista sobre Homosexualidad, el Movimiento Reconstruccionista del Judaísmo ha expresado su apoyo a los matrimonios entre personas del mismo sexo, así como a la inclusión de personas gay y lesbianas en todos los aspectos de la vida judía. La Federación Reconstruccionista Judía deja a elección del rabino realizar o no matrimonios entre personas del mismo sexo, pero el procedimiento está incluido en el Manual del Rabino Reconstruccionista y muchos optan por utilizar el lenguaje y los símbolos tradicionales del kidushín. El judaísmo reformista, la denominación judía más grande de los Estados Unidos, generalmente apoya los derechos y el matrimonio LGBT.

#### Islam

Legalidad sobre actividad sexual entre personas del mismo
No aplicado o poco claro

Las actitudes hacia las personas LGBTQ+ y sus experiencias en el mundo musulmán han sido influenciadas por su historia religiosa, legal, social, política y cultural. El estigma religioso y el tabú sexual asociado con la homosexualidad en las sociedades islámicas ha podido tener efectos profundos para aquellos musulmanes que se identifican a sí mismos como LGBTQ+.
Los actos homosexuales están prohibidos en la jurisprudencia islámica tradicional y están sujetos a diferentes castigos, que incluyen la flagelación, lapidación y la pena de muerte, según la situación y la escuela judicial. Sin embargo, las relaciones homosexuales eran generalmente toleradas en las sociedades islámicas premodernas, y los registros históricos sugieren que estas leyes se invocaban con poca frecuencia, principalmente en casos de violación u otras "infracciones excepcionalmente flagrantes de la moral pública ". La actitud pública hacia la homosexualidad en el mundo musulmán experimentó un marcado cambio negativo a partir del siglo XIX, a través de la expansión global de los movimientos fundamentalistas islámicos como el salafismo y el wahabismo, y la influencia de las nociones sexuales y las normas restrictivas predominantes en Europa en el siglo XIX. Con el tiempo, varios países de mayoría musulmana han conservado las sanciones penales por actos homosexuales promulgadas bajo el dominio colonial europeo.
Recientemente persiste el prejuicio extremo, la discriminación y la violencia contra las personas LGBT, tanto social como legal en gran parte del mundo musulmán, motivado por actitudes socialmente cada vez más conservadoras, y el surgimiento de movimientos islamistas en países de mayoría musulmana. Se han creado leyes contra las actividades sexuales homosexuales en un gran número de países de mayoría musulmana, que prescriben la pena de muerte en un número limitado de ellos.
 

### Religiones Dhármicas

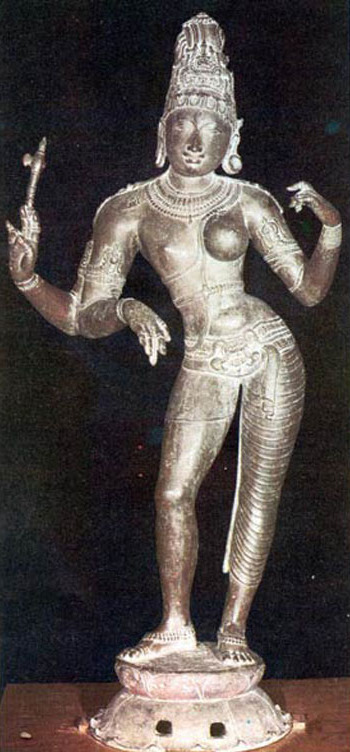
Ardhanari, la forma andrógina (mitad masculina y mitad femenina) de la deidad hindú Shiva combinada con su consorte Parvati. Tiruvenkadu, Chola, siglo XI d. C.

#### Hinduismo
El hinduismo ha tomado varias posiciones, desde positivas hasta neutrales o antagónicas. Refiriéndose a la naturaleza del samsara, el Rigveda, uno de los cuatro textos sagrados canónicos del hinduismo dice 'Vikruti Evam Prakriti' (perversidad/diversidad es de lo que se trata la naturaleza, o lo que parece antinatural también es natural). Algunos eruditos creen que esto reconoce la homosexualidad como algo natural, o como mínimo que se trata de una aprobación de la homosexualidad. La sexualidad rara vez se discute abiertamente en la sociedad hindú, y los temas LGBT son en gran medida un tema tabú, especialmente entre los fuertemente religiosos. Un "tercer género" ha sido reconocido dentro del hinduismo desde tiempos védicos. Varios textos hindúes, como Manu Smriti y Sushruta Samhita, afirman que algunas personas nacen con una naturaleza mixta, masculina y femenina, o sexualmente neutras, como cuestión de biología natural. Estas personas trabajan como peluqueras, vendedoras de flores, sirvientas, masajistas y prostitutas. Hoy en día, muchas personas que se identifican como hijras son reconocidas oficialmente en la India en un tercer género, que no es ni masculino ni femenino, y en su mayoría viven en los márgenes de la sociedad, muchos de ellos todavía trabajando en la prostitución o ganándose la vida como mendigos.

#### Budismo

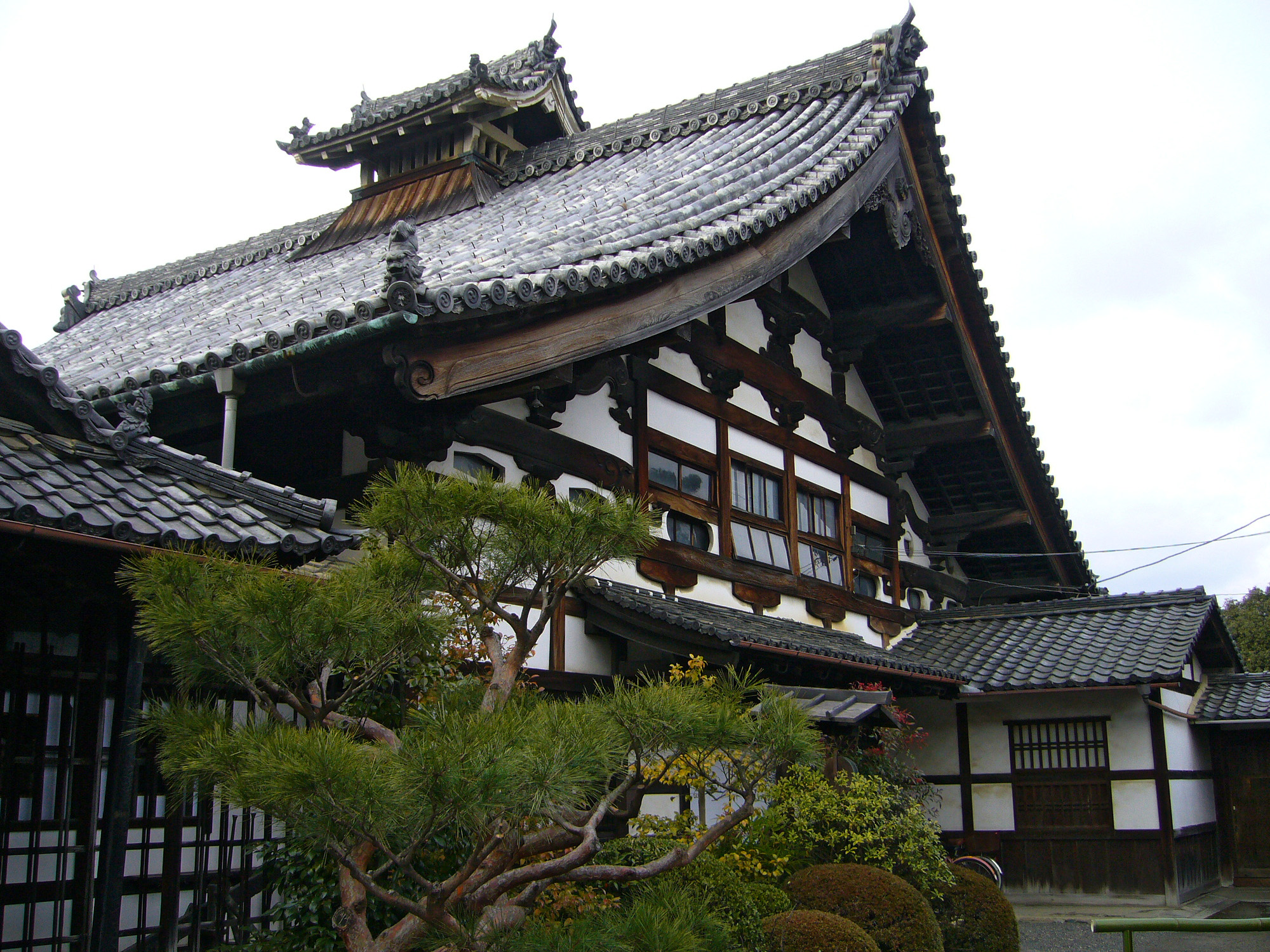
Shunkō-in (春光院: "Templo del rayo de luz primaveral") en Kioto, Japón. Se trata de un templo budista que realiza ceremonias de matrimonio entre personas del mismo sexo.

De acuerdo con el Canon Pali y el Āgama (las primeras escrituras budistas), no hay nada que diga que las relaciones del mismo género o del sexo opuesto tengan que ver con una conducta sexual inapropiada. De hecho, algunos monjes budistas Theravādin expresan que las relaciones entre personas del mismo género no violan la regla de evitar conductas sexuales inapropiadas (lo que significa no tener relaciones sexuales con personas menores de edad, con alguien comprometido o casado, o aquellos que hayan hecho votos de celibato religioso).

#### Sijismo
El libro sagrado Sikh, el Sri Gurú Hranth Sahib Ji, no menciona explícitamente la homosexualidad. Este libro es visto como la autoridad espiritual en todos los asuntos Sij.

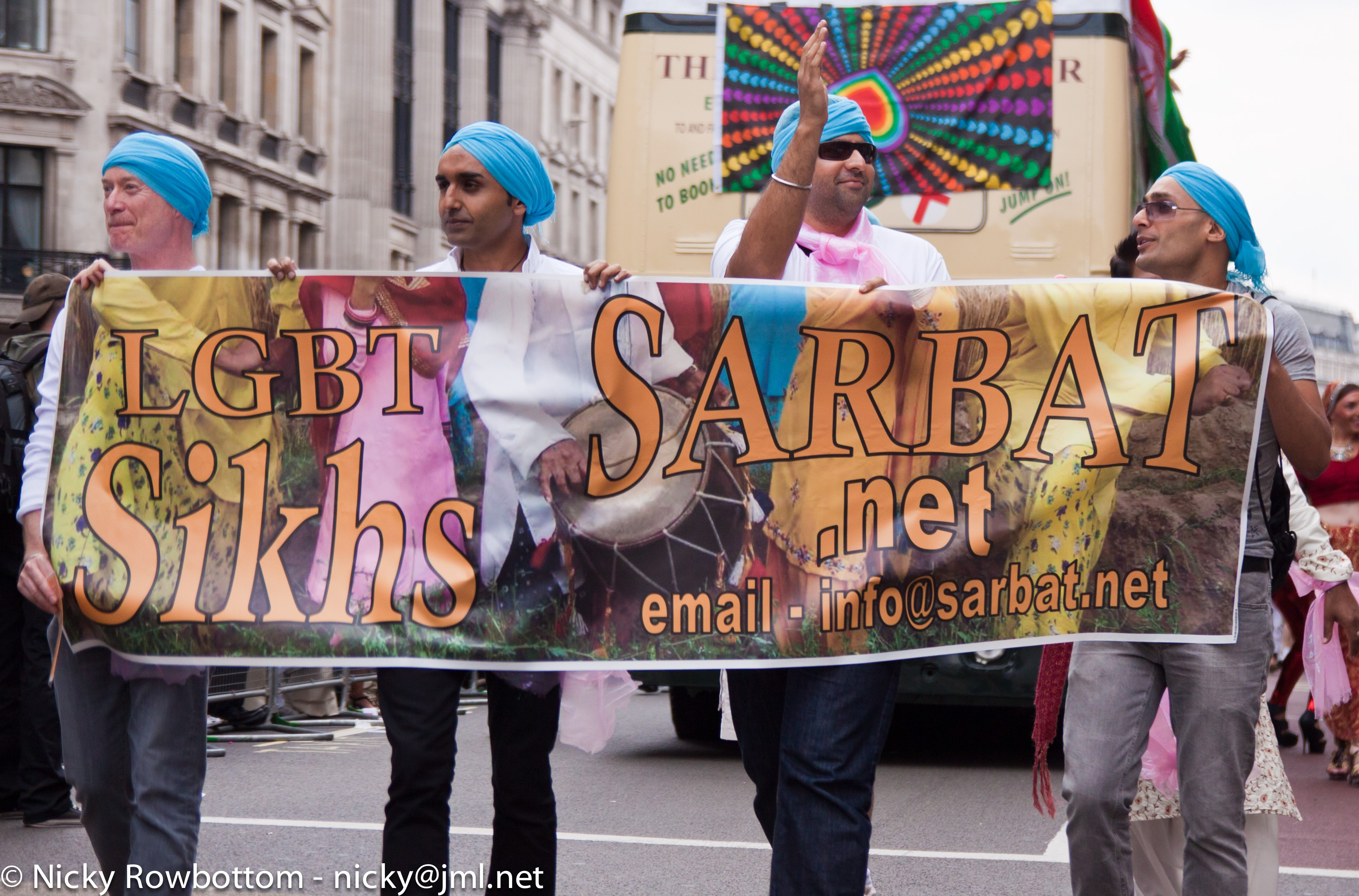
Creyentes Sikh LGBT manifestándose en Londres por la aceptación de LGBT en su religión

Algunos líderes Sij modernos han condenado la homosexualidad. Giani Joginder Singh Vedanti, autoridad temporal sij (Akal Takht), condenó la homosexualidad y recordó a los miembros del parlamento (MP) sij-canadienses su deber religioso de oponerse al matrimonio entre personas del mismo sexo. El organismo religioso sij, el Akal Takht, ha emitido un edicto condenando el matrimonio homosexual.
Otros Sijs señalan que el sijismo no condena la homosexualidad o el matrimonio homosexual recordándoles que el Gurú Granth Sahib deja esto como un asunto de conciencia personal.

### Religiones de Asia oriental y sudoriental

#### Religión popular china
Tu'er Shen, también conocido como el Dios Conejo, es una deidad china gay. En 2006, Lu Wei-ming fundó un templo para Tu'er Shen en el distrito de Yonghe, en la ciudad de Nueva Taipéi en Taiwán, que ha sido llamado el único santuario religioso del mundo para personas homosexuales. Unos 9.000 peregrinos visitan el templo cada año rezando para encontrar una pareja adecuada. El templo Wei-ming también realiza ceremonias de amor para parejas homosexuales. Es el único santuario religioso del mundo para homosexuales, y el templo realiza ceremonias de amor para parejas homosexuales.

### Religiones indígenas

#### Religiones de la diáspora africana
La homosexualidad es religiosamente aceptable en el vudú haitiano. Los lwa o loa (espíritus) Erzulie Dantor y Erzulie Freda a menudo se asocian y se consideran protectores de las personas queer.
Dentro del Candomblé, una religión sincrética que se encuentra principalmente en Brasil, existe un apoyo generalizado (aunque no universal) a los derechos de los homosexuales. De hecho muchos miembros son LGBT y se han realizado matrimonios homosexuales. Los practicantes de la santería que se encuentran principalmente en Cuba generalmente dan la bienvenida a los miembros LGBT y los incluyen en actividades religiosas o rituales. También una religión sincrética brasileña, las casas Umbanda, generalmente apoyan los derechos LGBT y han realizado matrimonios homosexuales. La homosexualidad es religiosamente aceptable en el vudú haitiano. Los lwa o loa (espíritus) Erzulie Dantor y Erzulie Freda a menudo se asocian y se consideran protectores de las personas queer. El lao Ghede Nibo a veces se representa como una drag queen afeminada e inspira a aquellos a quienes habita a la sexualidad lasciva de todo tipo.

#### Antigua religión mesopotámica
Las personas que iban en contra del género binario tradicional estaban muy involucradas en el culto de Inanna, una antigua diosa mesopotámica. Durante la época sumeria, un conjunto de sacerdotes conocidos como gala trabajaban en los templos de Inanna, donde realizaban elegías y lamentaciones. Los hombres que se convertían en gala a veces adoptaban nombres femeninos y sus canciones estaban compuestas en el dialecto sumerio eme-sal, que, en los textos literarios, se reserva normalmente para el habla de los personajes femeninos. Algunos proverbios sumerios parecen sugerir que gala tenía fama de tener sexo anal con hombres. Durante el período acadio, kurgarrū y assinnu eran sirvientes de Ishtar que se vestían con ropa femenina y realizaban danzas de guerra en los templos de Ishtar. Varios proverbios acadios parecen sugerir que también pueden haber tenido inclinaciones homosexuales. Gwendolyn Leick, una antropóloga conocida por sus escritos sobre Mesopotamia, ha comparado a estos individuos con los hijra indios contemporáneos. En un himno acadio, se describe a Ishtar transformando hombres en mujeres. Algunos paganos modernos incluyen a Inanna en su adoración.